# Xã Oliver, Quận Perry, Pennsylvania
Xã Oliver (tiếng Anh: Oliver Township) là một xã thuộc quận Perry, tiểu bang Pennsylvania, Hoa Kỳ. Năm 2010, dân số của xã này là 1.931 người.